# Deutsche Schwimmmeisterschaften 1956
Die 68. Deutschen Meisterschaften im Schwimmen fanden 1956 im Kaifu-Bad in Hamburg statt.
| Disziplin           | Männer           | Männer      | Männer | Frauen        | Frauen     | Frauen |
| Disziplin           | Name             | Verein      | Zeit   | Name          | Verein     | Zeit   |
| ------------------- | ---------------- | ----------- | ------ | ------------- | ---------- | ------ |
| 100 m Freistil      | Paul Voell       | SSV Rheydt  |        | Birgit Klomp  | Düsseldorf |        |
| 200 m Freistil      | Hans Köhler      | Darmstadt   |        |               |            |        |
| 400 m Freistil      | Hans Köhler      | Darmstadt   |        | Ingrid Künzel | Darmstadt  |        |
| 1500 m Freistil     | Manfred Fugger   | Herringen   |        |               |            |        |
| 200 m Brust         | Norbert Rumpel   | Schweinfurt |        | Ursel Happe   | Dortmund   |        |
| 100 m Rücken        | Ekkehard Miersch |             |        | Issy Weber    | Bayreuth   |        |
| 200 m Schmetterling | Horst Weber      | Bayreuth    |        |               |            |        |